# إبراهيم بن أحمد الباعوني
هو إبراهيم بن أحمد بن ناصر الباعوني الدمشقيّ، برهان الدين: شيخ الأدب في البلاد الشامية في عصره. ولد في صفد سنة 777هـ / 1376م، وانتقل إلى دمشق، وزار مصر. وعرض عليه القضاء في دمشق فرفض. وتوفي بصالحيتها سنة 870 هـ / 1465م، كان ينعت بقاضي القضاة.